# فرودگاه کامینا
فرودگاه کامینا (به انگلیسی: Kamina Airport) یک فرودگاه همگانی است که یک باند فرود سنگفرش دارد و طول باند آن ۱۴۵۰ متر است. این فرودگاه در شهر کامینا کشور جمهوری دموکراتیک کنگو قرار دارد و در ارتفاع ۱۰۵۹ متری از سطح دریا واقع شده است.

## شرکت‌های هواپیمایی و مقصدهای پروازی
| شرکت‌های هواپیمایی              | مقصدهای پروازی |
| ------------------------------ | -------------- |
| Compagnie Africaine d'Aviation | لوبوم‌باشی      |